# Tomb of the Mask
Tomb of the Mask je arkádová mobilní hra publikovaná společností Playgendary. Hra byla poprvé uvedena na trh 9. února 2016 a získala si popularitu díky svému retro stylu a hratelnosti. Hra je k dispozici pro zařízení s operačními systémy Android a iOS a od roku 2021 též na konzoli Nintendo Switch.
Od svého uvedení získala hra velkou popularitu a pozitivní recenze od hráčů i kritiků. Oficiální webová stránka uvádí, že hra má dohromady přes 400 milionů stažení napříč různými platformami.

## Hratelnost
Hra se odehrává v podzemním světě, kde hráč ovládá postavu, která prochází různými labyrinty a hledá starobylé poklady. Hlavním cílem je prozkoumat každou úroveň, sbírat mince a uniknout pastem a nebezpečím, která se nachází po celé hře.
Grafika hry je v barevném retro stylu včetně pixel artu.